# Otfried Steger
Otfried Steger (* 25. September 1926 in Wechselburg; † 13. Februar 2002) war Minister für Elektrotechnik und Elektronik der DDR.

## Leben
Als Sohn eines Angestellten absolvierte er nach dem Besuch der Volksschule von 1941 bis 1943 eine Ausbildung zum Maschinenschlosser im Reichsbahnausbesserungswerk Chemnitz. Steger beantragte am 17. April 1944 die Aufnahme in die NSDAP und wurde zum 20. April desselben Jahres aufgenommen (Mitgliedsnummer 10.003.060). Von 1944 bis 1945 leistete er Kriegsdienst als Soldat der Wehrmacht. 
Nach dem Krieg arbeitete Steger als Bau- und Betonarbeiter in Wechselburg, als Schlosser in Wolkwitz und schließlich von 1948 bis 1952 als Geologe und Revierleiter bei der SAG Wismut. 1950 trat er der SED bei. Es folgten Tätigkeiten als Kaderleiter der HO Wismut und Bauleiter in Rochlitz. 1954 bis 1964 absolvierte er ein Doppel-Fernstudium, das er als Arbeitsökonom und Ingenieur für Starkstromanlagenbau abschloss. 

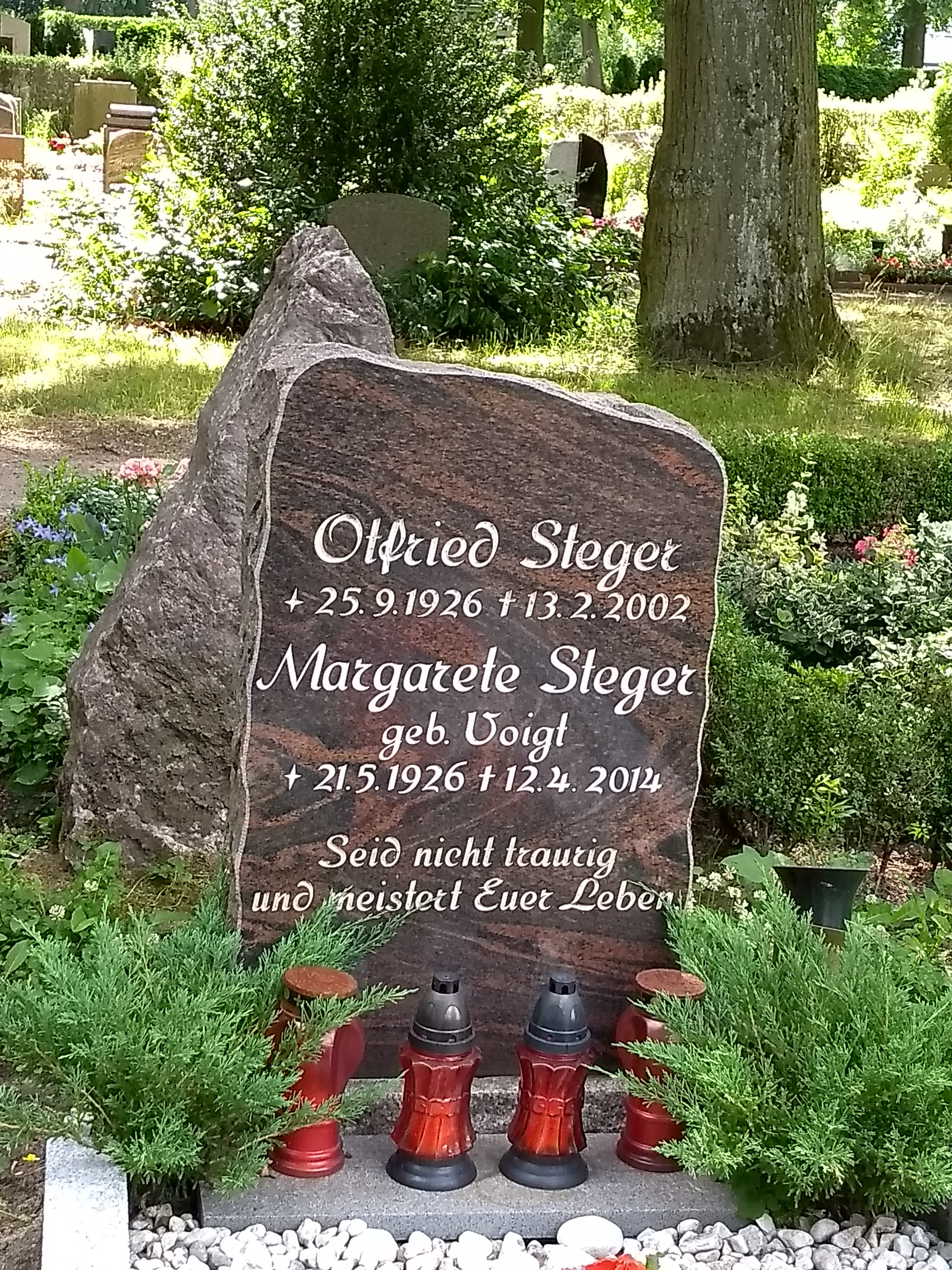
Grab auf dem Waldfriedhof Grünau

Von 1956 bis 1958 war er Direktor des VEB Starkstromanlagenbau Karl-Marx-Stadt, bis 1963 Generaldirektor der VVB Elektroprojektierung und Anlagenbau Berlin. Bis 1965 war er Leiter der Abteilung Elektrotechnik des Volkswirtschaftsrates und von Dezember 1965 bis September 1982 Minister für Elektrotechnik und Elektronik der DDR. Steger musste nach fast 20 Jahren aus gesundheitlichen Gründen aus diesem Amt scheiden.  Sein Stellvertreter war 1966 bis 1971 Günther Kleiber, der auch Staatssekretär für die Koordinierung und Nutzung der EDV beim Vorsitzenden des Ministerrates der DDR war. In den 60er Jahren erfolgte unter ihm der Aufbau der EDV in der DDR, in den 70er Jahren trieb er die Entwicklung der Mikroelektronik voran.
Steger war von 1967 bis 1971 Kandidat und von 1971 bis 1986 Mitglied des Zentralkomitees der SED, von 1976 bis 1986 Abgeordneter der Volkskammer und Mitglied der Wirtschaftskommission des Politbüros des ZK der SED. Auf dem XI. Parteitag im April 1986 wurde er zum Mitglied der Zentralen Revisionskommission der SED gewählt, der er bis 1989 angehörte. Seit 1987 war er Rentner und lebte in Berlin. 
Steger war Gründungsmitglied des 1. FC Union Berlin. Von 1966 bis 1970 war er Vorstandsmitglied und danach seit 1970 bis zu seinem Ableben Ehrenmitglied des Vereins. Sein Grab befindet sich auf dem Waldfriedhof Grünau.

## Auszeichnungen
- 1969 Vaterländischer Verdienstorden in Gold
- 1970 Verdienstmedaille der NVA
- 1982 Ehrenspange zum Vaterländischen Verdienstorden in Gold
- 1986 Vaterländischer Verdienstorden in Gold
- Rotbannerorden